# Kong Liang
Kong Liang (chiń. upr. 孔亮; pinyin Kǒng Liàng; ur. 12 maja 1986) – chiński zapaśnik walczący w stylu klasycznym. Zajął osiemnaste miejsce na mistrzostwach świata w 2014. Brązowy medalista mistrzostw Azji w 2016 roku.